# 菲尼峰
菲尼峰（英語：Feeney Peak）是南極洲的山峰，位於阿蒙森海岸，處於帕特森峰以北13公里，海拔高度1,210米，美國地質調查局根據測量和美國海軍拍攝的空中照片繪入地圖，現時由南極條約體系管理。